# リーゼント

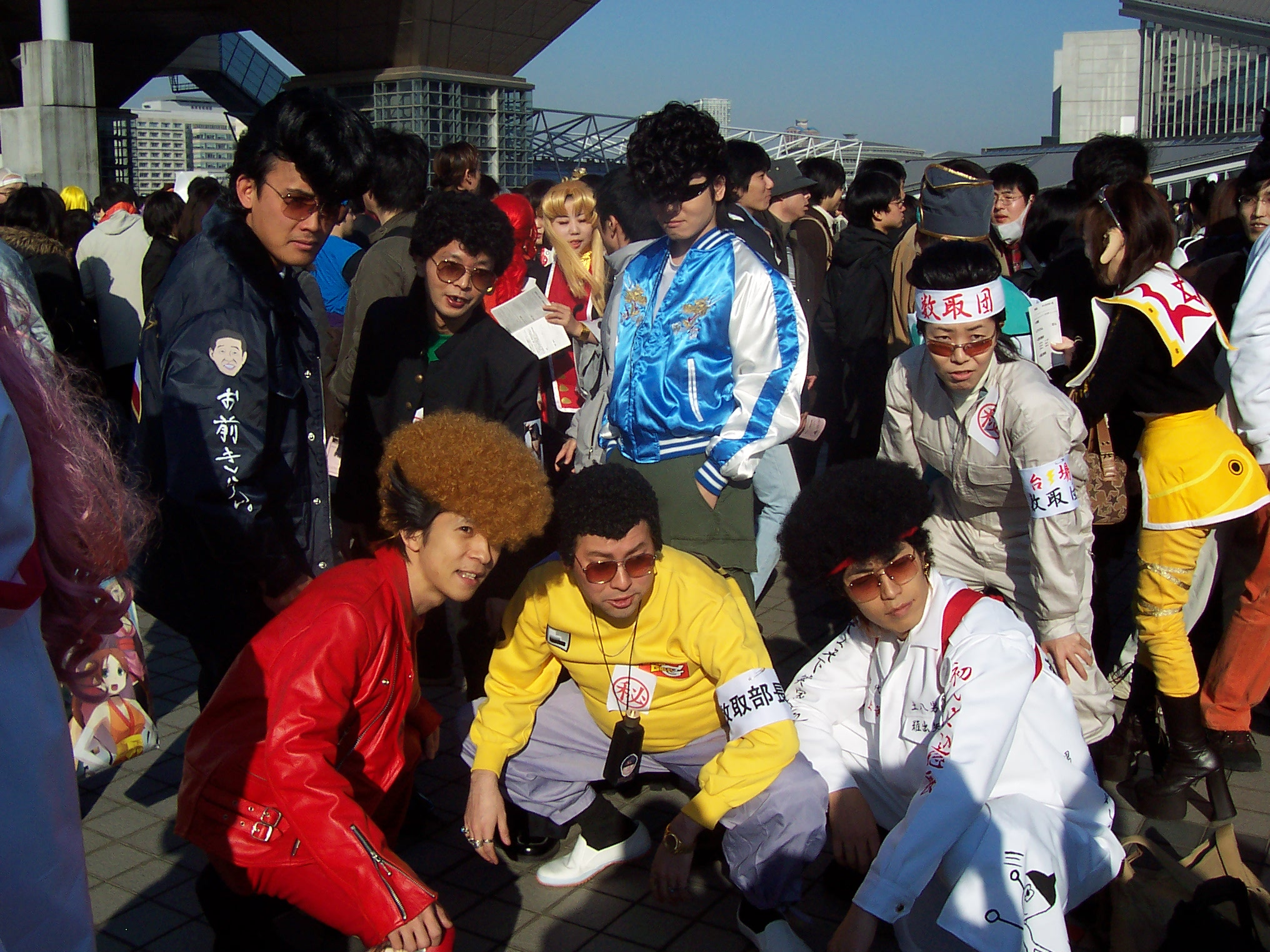
ヤンキー風のリーゼントが特徴的な「数取団」のコスプレをする人々。

リーゼントまたはリーゼント・スタイル（英語: Regent style）とは、ヘアワックスやポマードなどの整髪料を利用し、両側頭部から髪を撫で付け後頭部でIの字型にぴったりと合わせる髪型（ダックテール）と、前髪を前方と上方に膨らませてボリュームを持たせる髪型（ポンパドール）を組み合わせた髪型のことである。
現在では、『リーゼント』と言えばボリュームのある特徴的な前髪だけを指すことも多い。

## 概要

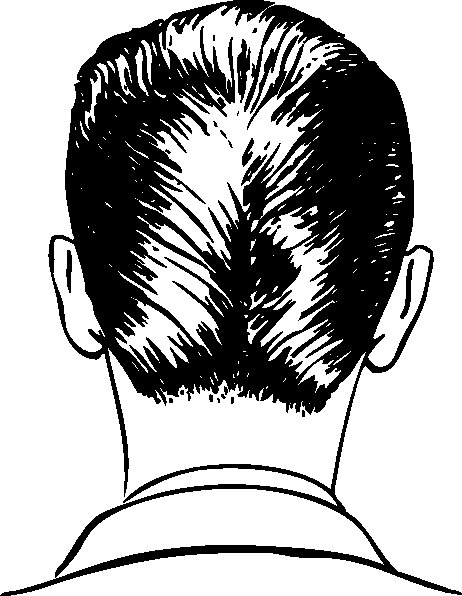
ダックテール

リーゼントはイギリスで生まれた髪型で、本来はダックテールともポンパドールとも無関係だった。この髪型は日本には1930年代に紹介されて流行した。
一方、世界的には1940年代からダックテールとポンパドールを合わせた髪型が若者の間で見られるようになり、1950年代半ばにエルヴィス・プレスリーらの影響で大流行となった。
この「ダックテール＋ポンパドール」スタイルが日本にも輸入されて広まっていく過程で、もともと知られていた「リーゼント」と同一視されるようになっていった。
不良の髪型
本来は紳士の髪型であったが、日本では不良やヤンキーの代名詞としてリーゼントが認識されている。
1950年代のアメリカやイギリスでも、ロカビリーの音楽やファッションは不良の好みであるという世間の認識であった。戦後とはいえ、冷戦ムードの最中でいまだ社会の保守性の残っていた50年代では、親や教師の多くはスポーツ刈りやレギュラー・カット (Regular haircut)を好んでいたが、多くの若者は反抗的なこの髪型に飛びついた。
1970年代になると、ハンブルク時代のビートルズのスタイルを真似たキャロルや、その後に結成されたクールスによって、日本でもあらためて「不良といえばリーゼント」という認識が定着した。

## 名称の由来
リーゼントという名称の由来には、諸説ある：

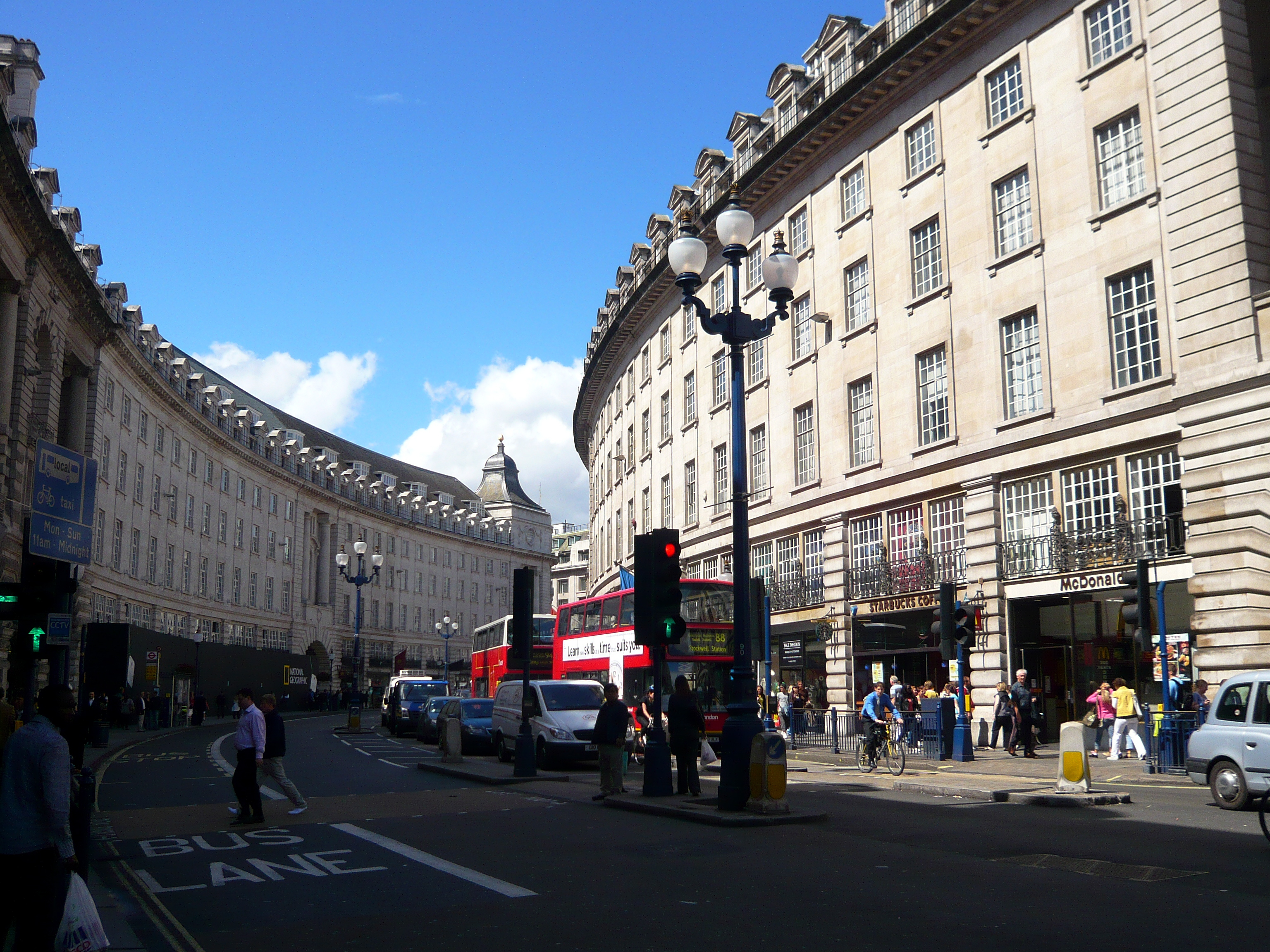
リージェント・ストリート（片側）

イギリスの首都ロンドンのウエストエンド地区にある左右双子の大通り「リージェント・ストリート (Regent Street) 」に由来するという説。両サイドの髪を撫で付けた髪型を頭上から見た流れが、膨らんで合流する（左右二手に分裂し中間で膨らみ再び合流する）この大通りの軌道に似ているからだという。
他の説としては、実際に1930年代のリージェント街で流行っていたからだという説。
さらには、1930年代にイギリスの摂政皇太子（英語でプリンス・リーゼント）だったエドワード8世に由来しているという説もある。

## 歴史
リーゼントは、20世紀初頭にイギリスで生まれた髪型である。これは襟足をバリカンでV字型に整え、整髪料を使って前髪を横分けにして、長く伸ばした側頭部の髪を後ろに流して後頭部で合わせるというものだった。
日本には、イギリス人のポール・グラウスが、1933年6月と1936年3月の二回にわたり、大日本美髪会の機関誌『美髪』上においてリーゼントを紹介した。
銀座ユタカ調髪所の理容師である増田英吉は、日本人の頭部の形に適するよう、いちど前髪を膨らませてから後ろに撫でつけるリーゼントを考案したと主張している。1936年10月刊の雑誌『スタア』に掲載された広告には「銀座ユタカ調髪所創案のリーゼントスタイルをお薦めします」と書かれている。
リーゼントは、1936年の「日本理容通信」にも時のイギリス摂政皇太子（プリンス・リーゼント）だったエドワード8世の写真とともに紹介されているという。
リーゼントは「イギリス紳士の髪型」あるいは「（クラーク・ゲーブルのような）ハリウッド俳優の髪型」として一時的に流行したが、戦争の長期化にしたがってポマードが贅沢品とみなされるようになり退潮した。
終戦直後、日本の若者のあいだでリーゼントの人気が復活したが、これは駐日アメリカ兵のカジュアルな服装を真似た「リーゼントとアロハシャツ」というスタイルで、戦前のようなイギリス紳士の髪型という印象は薄れていった。

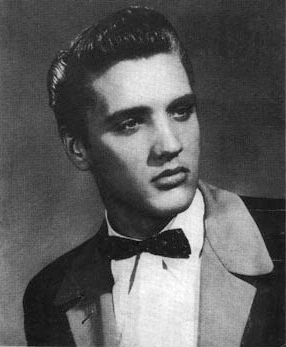
エルヴィス・プレスリー（1954年）。後頭部をダックテール、前髪をポンパドールにしている

一方、ダックテールは、フィラデルフィアの理髪師 Joe Cirello が「Duck's Ass」として1939年に考案したものが初期の記録として残っている。また、男性のポンパドールも1930年代から見られるようになっている（#考案者の節を参照）。
1950年代、アメリカでは頭頂部を短く平らに刈り込んだスタイル「フラットトップ（角刈り）」にし、後頭部を「ダックテール」にするというような手の込んだ形状のデザイナーズスタイルが流行した（ザ・デトロイトと呼ばれた）。
また、ロックンローラーやロカビリアン達の間でも、後頭部をダックテールにし、前髪を「ポンパドール」にした合わせ技に人気があった。これは、80年代のパンクの影響を受けたサイコビリーのような直線的なものと異なり、いかに櫛で美しく色気のある曲線に梳かし立てるかを競うものであった（1955年頃のエルヴィス・プレスリーのポンパドールは明確に曲線である）。曲線的なものをロカビリー・ポンプ、直線的なものをサイコビリー・ポンプと呼び分ける場合もある。
カリフォルニアでは、後髪のダックテールに加えて長めの前髪をウェーブのかかったポンパドールにする「ブレーカー (Breaker)」と呼ばれる髪型が流行った。
尚、同時期のイギリスでは、後髪をダックテールにし、ボリュームのある前髪を頭頂部に集めるクイッフと呼ばれるスタイルが、テッズやロッカーズの間で流行となった。前髪の一部を額の前方に垂らす場合は、「Elephant's trunk（象の鼻）」と呼ばれる。
「ダックテール＋ポンパドール」スタイルは1950年代のロカビリーブームに乗って日本でも流行し、「前髪を膨らませて横髪をなでつける」という共通点からリーゼントと同一視されるようになっていった。
80年代の日本では、竹下通りにたむろするロックンローラー族（ローラー族）の若者たちなどが、クールスらの影響を受けてポンパドールやクイッフを併せ持ったリーゼントスタイルを愛好した。それによりリーゼントはヤンキーの髪型として認知されるようになったが、1990年代には衰退した。現在では一部の愛好家の間で見られるのみとなっている。

## 考案者
ポンパドールとダックテールを組み合わせた髪型は、1950年代になって突如としてエルヴィス・プレスリーが始めたわけではなく、その前兆はロサンゼルス、ロンドン、東京など流行に敏感な都市ではすでに1930年代から見られていた。1930年代に流行していた、ポマードで前髪と横の髪を後ろになでつけるオールバックが徐々に発展し、1950年代の洗練された後頭部でIの字に揃えるダックテールと、前髪は一度前に膨らませてから後ろに持っていくポンパドールに行き着いたと考えられる。そもそも、女性の髪型ではポンパドールや日本髪の高島田のような前髪の造形は以前から行われていた。
イギリス
日本にリーゼントを紹介したポール・グラウスは、1931年に出版されたイギリスの理容師向けの技術書『The Art And Craft Of Hairdressing』において「The Regent」の項を執筆しているが、「リーゼントは長年にわたり紳士たちに愛好されてきた」「当初は長い髪によく似合う髪型だったが、筆者がより短くカットすることを決めた」と書いている。
日本
日本でリーゼントの考案を主張している者に、銀座ユタカ調髪所の理容師である増田英吉がいる（#歴史の節を参照）。
RCC中国放送の調査では、現在の日本で見られるリーゼントスタイルは、1949年に尾道市の理容師・小田原俊幸（1922年 -2011年8月18日）によって確立されたものだという。
アメリカ
1925年の小説グレート・ギャッツビーの主人公ジェイ・ギャッツビーは、10代の頃は（当時は女性の髪型だった）ポンパドールにしていたという記述がある。
1930年代半ばから40年代を通じて、ロサンゼルスのメキシコ系アメリカ人のパチューコ (Pachuco) ／女性はパチューカと呼ばれた不良グループは、すでにポンパドールの髪型を始めており、40年代半ばにはダックテールとポンパドールを組み合わせた髪型も始めている。ズート・スーツ (Zoot suit) を着て、ポンパドールにセットするのが彼らのファッションだった。
また白人の映画俳優の間でも、1930年代から当時流行のオールバックに前髪を長めにしてボリュームを持たせるスタイルが始まっており（クラーク・ゲーブルなど）、1940年代にはさらにボリュームのある前髪も見られる。1940年代のアメリカでは、すでに多くの若者がポンパドールの髪型をしている写真の記録が残っている。
1940年代のグリーサーズ (Greaser) と呼ばれた不良の若者たちも、ポマードでガチガチに固めた髪型をしていた（グリーサーの名前の通り、グリース（潤滑油）を塗ったようなテカテカの頭をしていた）。彼らの中にはダックテールにしているものもいた。
なお、アメリカではリーゼントと言っても通じず、Greaser Hairが一般的である。

## リーゼントの著名人

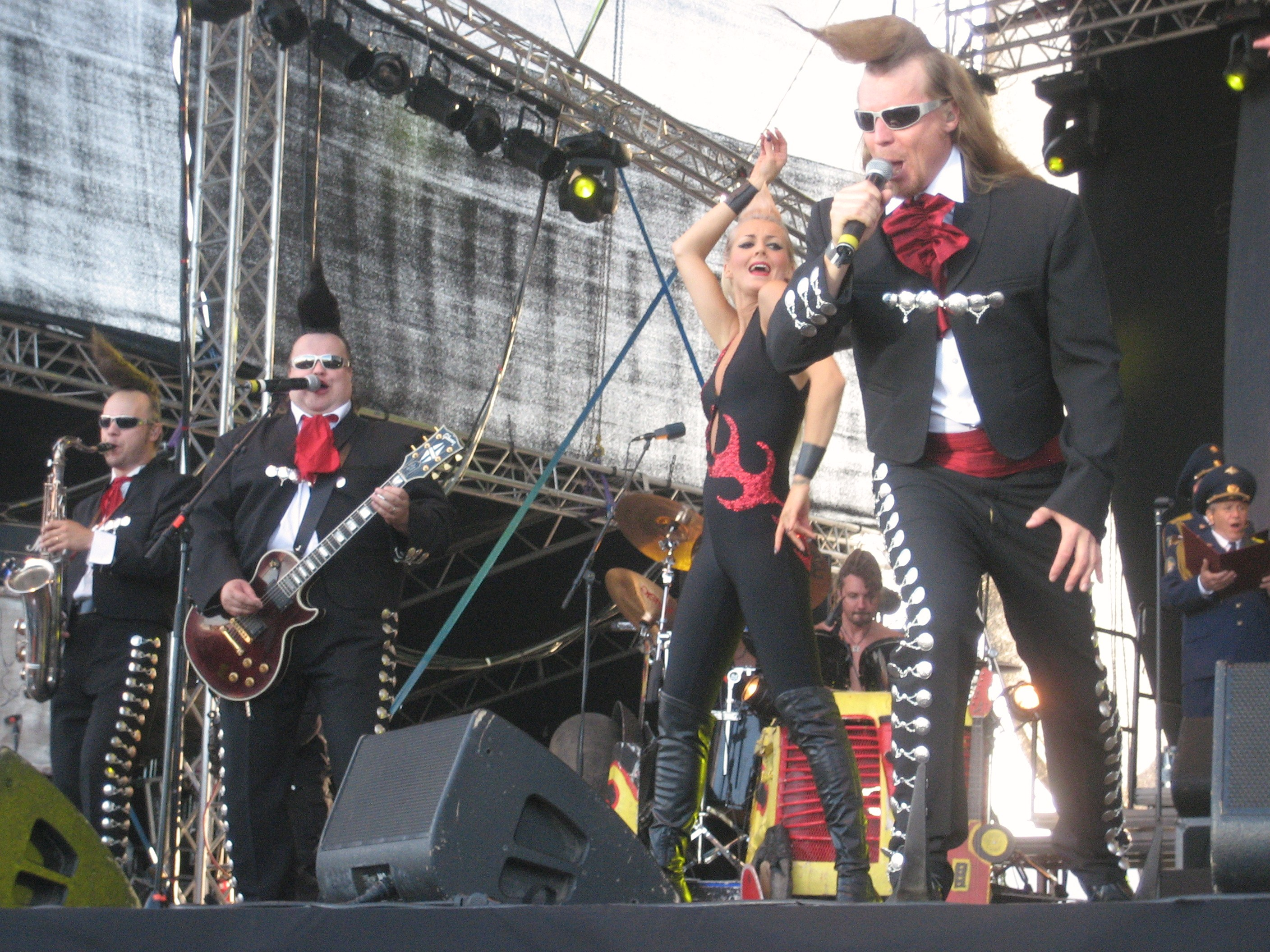
レニングラード・カウボーイズ
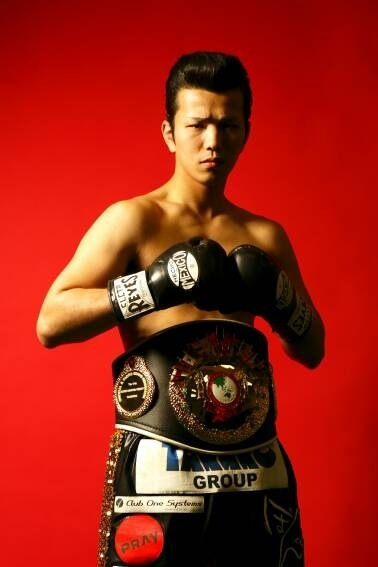
リーゼントボクサー和氣慎吾
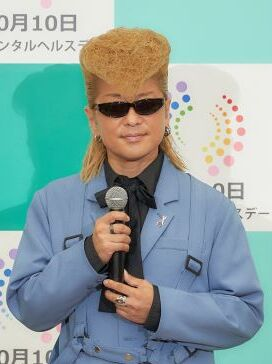
氣志團の綾小路翔

エルヴィス・プレスリー（Elvis Aaron Presley）
ポンパドール＆ダックテール（1950年代ロカビリー時代）ヘアの代表的ロックアンドローラー。
ジェームズ・ディーン
『エデンの東』や『理由なき反抗』の俳優。1950年代のアメリカの不良ヘアの代表者の一人。
リトル・リチャード
ロックンロールの草分けの一人。50年代は黒人特有のボリュームのあるリーゼントヘアであった。
エヴァリー・ブラザース
50年代のロックミュージシャン。兄弟二人揃ってリーゼントヘアである。
ザ・ビートルズ
1960年デビュー当時のマッシュルーム・カットや後期のロング・ヘアが有名だが、デビュー以前にドイツのハンブルクで活動していた頃は、前髪をソフトなポンパドールスタイルに、後頭部はぴったり合わせたダックテールスタイルであった。
キャロル
1972 - 75年に活動したリーゼントスタイルのロックバンド。
メンバーの矢沢永吉は、バンド解散後のソロ活動においてもリーゼントを代名詞としていた。
クールス
1975年デビュー当時からメンバー全員リーゼント（バックをダックテールスタイルにした本物）が原則。なお、この原則を作ったのは舘ひろしである。また、ボーカリストの村山一海は、クレイジーケンバンドの横山剣（同じく元クールス）いわく「芸能界でリーゼントが似合うNo.1」とのこと。
ストレイキャッツ
1980年代のアメリカ合衆国のロカビリーバンド。全員がダックテール。
レニングラード・カウボーイズ
フィンランド出身のロックバンド。1989年の映画『レニングラード・カウボーイズ・ゴー・アメリカ』がきっかけで誕生した。極端に長いポンパドール（クイッフ）が特徴。
- レニングラード・カウボーイズ
- リーゼントボクサー和氣慎吾
- 氣志團の綾小路翔

三浦大輔
元プロ野球投手。現横浜DeNAベイスターズ監督。現役時代からトレードマークとして知られ、「ハマの番長」の愛称がある。
秋山博康
元徳島県警察警部。現役時代からトレードマークとして知られ、「リーゼント刑事」の愛称がある。
岡晴夫
戦前、戦中、戦後に活躍した歌手。昭和13年に「国境の春」でデビュー。翌、昭和14年に「上海の花売娘」がヒットする。
竹内力
高校生の頃からリーゼントスタイルの髪型をしており、高校卒業後に勤務していた三和銀行（現・三菱UFJ銀行）行員の頃も変わらずそのスタイルだったが、営業成績は店内でトップだった。